# 忍ぶ橋
「忍ぶ橋」（しのぶはし）は、北泉優子が1974年にゆまにて出版から発表した小説。また、同作を原作とし、1975年と1979年に放送されたテレビドラマ。1979年に毎日放送制作TBS系列で放送されたテレビドラマ。

## 概要
吉野で和紙を漉く中桐晶子と奈良で一刀彫師を目指す野島順一との結ばれぬ愛の物語。

## テレビドラマ

### 1975年版
4月28日から6月16日にNETテレビ（現・テレビ朝日）の毎週月曜日・22:00 - 22:55の枠『ポーラ名作劇場』で放映された（全8話）。

#### キャスト（1975年版）
- 中桐晶子：大原麗子
- 野島順一：三浦友和
- 宗方知之：津川雅彦
- 宗方志津：荒木道子
- 田所甲陽：志村喬

#### スタッフ（1975年版）
- 脚本：八木柊一郎
- 演出：藤原英一、河野宏

### 1979年版
1月8日から4月6日に毎日放送制作・TBS系列の月曜日から金曜日・13:30 - 13:45の枠『妻そして女シリーズ』で放映された（全65話）。

#### キャスト（1979年版）
- 晶子：吉沢京子
- 知之：大出俊
- 志津：丹阿弥谷津子
- 徳田尚美

#### スタッフ（1979年版）
- 脚本：西沢裕子
- 主題歌「淡雪の季節」（歌：麻田ルミ）
  - 作詞・作曲：みなみらんぼう／編曲：若草恵（キングレコード）